# Буићи (Пореч)
Буићи (итал. Buici) је насељено место у Републици Хрватској у Истарској жупанији. Административно је у саставу Града Пореча.

## Становништво
Према последњем попису становништва из 2001. године у насељу Буићи је живело 115 становника који су живели у 33 породична и 7 самачких домаћинстава.
Кретање броја становника по пописима 1857—2001.
| година пописа  | 1857. | 1869. | 1880. | 1890. | 1900. | 1910. | 1921. | 1931. | 1948. | 1953. | 1961. | 1971. | 1981. | 1991. | 2001. |
| бр. становника | 0     | 0     | 19    | 30    | 45    | 32    | 0     | 0     | 47    | 44    | 31    | 18    | 31    | 63    | 115   |

Напомена:У 1857, 1869, 1921. и 1931. подаци су садржани у насељу Жбандај. Од 1880. до 1910. исказано као део насеља.